# Gabriel Bouret
Pour les articles homonymes, voir Bouret.
Pierre Marie Gabriel Bouret, né à Paris le 2 mars 1817 et mort dans la même ville le 31 décembre 1890, est un peintre français.

## Biographie
Pierre Marie Gabriel Bouret est le fils de Louis Gabriel Bouret et de Marie Louise Pernet.
Il fait son apprentissage chez Jean-Charles-Joseph Rémond avant de devenir artiste à part entière tout en étudiant aux Beaux-Arts de Paris. Il expose pour la première fois au Salon en 1843 avec son tableau Vue prise aux mares, puis à nouveau en 1868 avec deux tableaux, Le Retour à la ferme et Une rue de village en Normandie. Il voyage principalement en France pour peindre des paysages en plein air et des vues de forêt, en particulier dans le centre-est de la France à Poligny et près du lac de Neuchâtel.

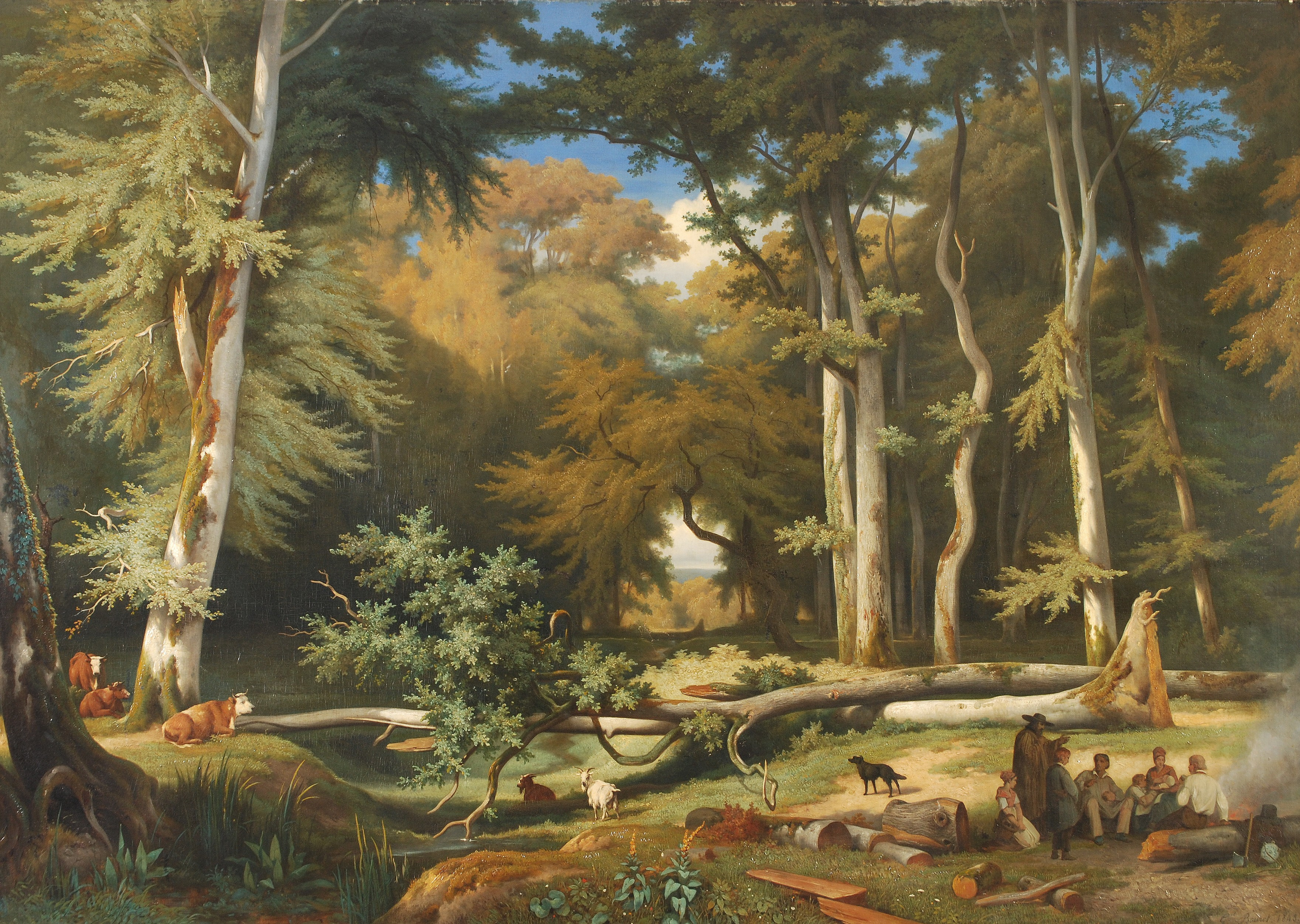
Autour d'un feu de camp dans une forêt, tableau de Gabriel Bouret de 1843.

Entre 1847 et 1850, il a réalisé le décor du chœur de l'église Notre-Dame-de-Grâce de Passy.
Il meurt à son domicile parisien de la rue de Sévigné le 31 décembre 1890 et est inhumé au cimetière du Père-Lachaise.

## Élèves
- Théodore Didier Delamarre (1824-1889)